# Anthocephala floriceps
Anthocephala floriceps là một loài chim trong họ Chim ruồi.